# کنفرانس خلع سلاح هلسینکی

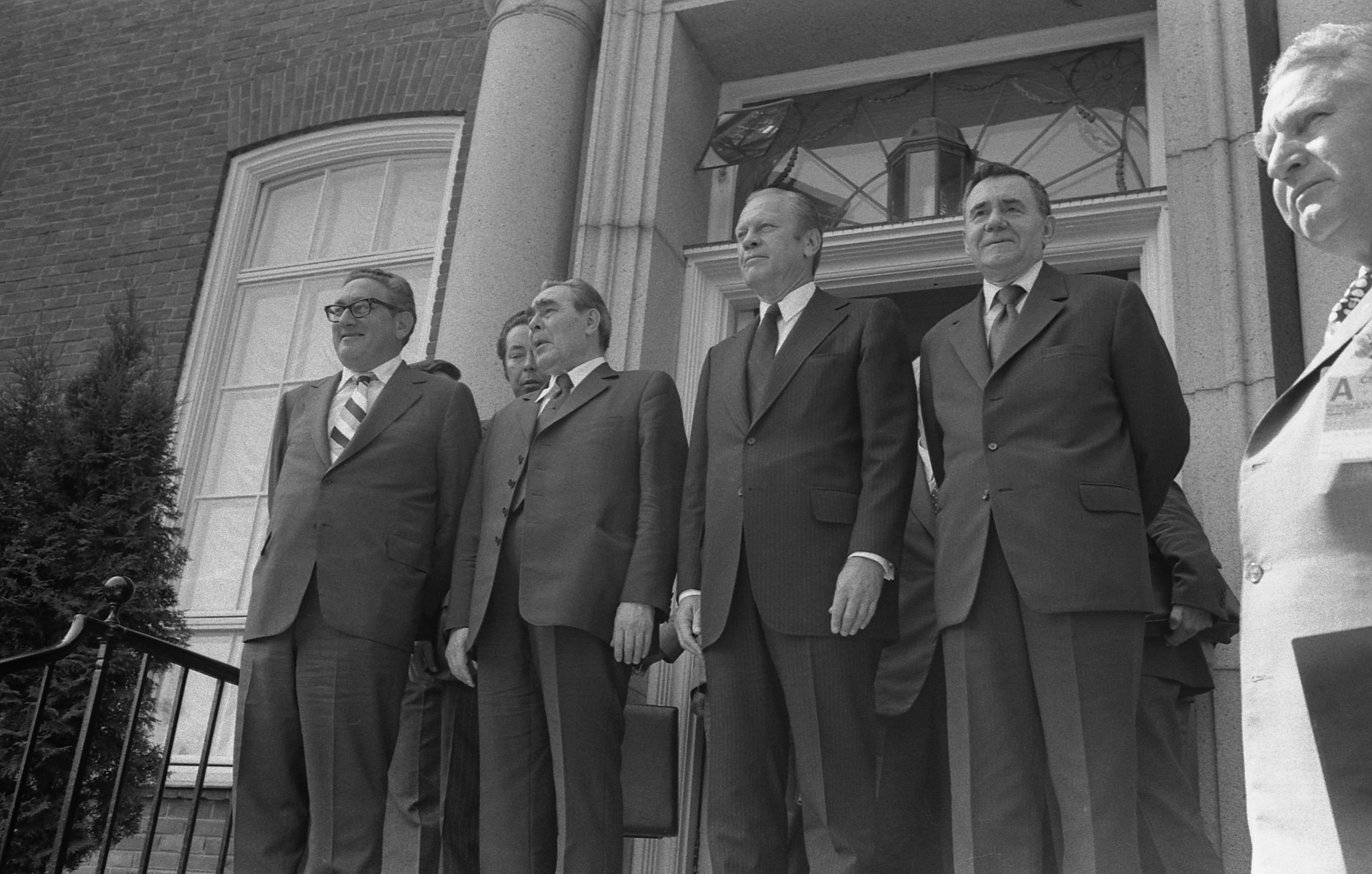
سران سیاسی آمریکا و شوروی حاضر در کنفرانس به ترتیب از چپ به راست: هنری کیسینجر، لئونید برژنف، جرالد فورد و آندری گرومیکو

کنفرانس امنیت و همکاری اروپا در هلسینکی در تاریخ ۳ ژوئیه سال ۱۹۷۳ میلادی افتتاح شد و در ژنو از ۱۸ سپتامبر ۱۹۷۳ تا ۲۱ ژوئیه ۱۹۷۵ ادامه یافت. این کنفرانس در هلسینکی در تاریخ ۱ اوت ۱۹۷۵ توسط نمایندگان عالی سی و سه کشور قاره اروپا یعنی اتریش، بلژیک، بلغارستان، قبرس، چکسلواکی، دانمارک، فنلاند، فرانسه، جمهوری دموکراتیک آلمان، جمهوری فدرال آلمان، یونان، واتیکان، مجارستان، ایسلند، ایرلند، ایتالیا، لیختن اشتاین، لوکزامبورگ، مالت، موناکو، هلند، نروژ، لهستان، پرتغال، رومانی، سن مارینو، اسپانیا، سوئد، سوئیس، ترکیه، شوروی، بریتانیا، یوگسلاوی به همراه کانادا و ایالات متحده آمریکا به توافق تاریخی بین کشورهای موسوم به بلوک غرب و بلوک شرق منتهی شد. درکنفرانس هلسینکی رهبران همه کشورهای اروپایی در آن زمان منهای آلبانی شرکت داشتند، تا اولین کنفرانس موسوم به تشنج زدایی یا دتانت تشکیل شود. بر پایه این توافق مهم، تشنج
‎زدایی در روابط شرق و غرب به وجود آمد. اهمیت توافق نهایی هلسینکی در این بود که توسط رهبران ۳۵ کشور ازجمله آمریکا و شوروی در دوران جنگ سرد به امضاء رسید. این پیمان چند منظوره طیف وسیعی از مسائل مهم جهانی را در بر می‎گرفت. این توافق تأثیرات گسترده‌ای بر جنگ سرد و روابط میان ایالات متحده و شوروی داشت. رئیس‌جمهوری آمریکا جرالد فورد در کنفرانس امنیت اروپا در هلسینکی سخنرانی مهمی دربارهٔ مباحث جنگ سرد مطرح کرد. شوروی نخستین بار در کنفرانس ژنو در سال ۱۹۵۴ به منظور به رسمیت شناختن مرزهای سیاسی در اروپای شرقی که پس از جنگ جهانی دوم ایجاد شده بود، آمادگی خود را برای شرکت در چنین کنفرانسی اعلام کرد. به همین دلیل برژنف دبیرکل حزب کمونیست و رهبر وقت شوروی در اجلاس هلسینکی در عالی‌ترین سطح شرکت کرد. در آن زمان، ایالات متحده و دیگر کشورهای غربی در این بحث درگیر بودند که چگونه می‌توانند پیش روی شوروی را کنترل کنند آن‌ها امیدوار بودند با به رسمیت شناختن موقعیت شوروی و شرق اروپا در کنفرانس هلسینکی و تثبیت بلوک غرب در برابر بلوک شرق مانع گسترش کمونیسم به سایر مناطق اروپا و جهان شوند.
بر این اساس در اوایل دهه ۱۹۷۰ رهبران کشورهای غربی تشویق شدند تا مذاکرات را بازنگری کنند. گفتگوها با مشاوره‌های هلسینکی در سال ۱۹۷۲ آغاز شد و تا زمان برگزاری کنفرانس رسمی امنیت و همکاری در اروپا در ماه ژوئیه سال ۱۹۷۳ ادامه یافت. از تابستان ۱۹۷۳ تا تابستان ۱۹۷۵ مذاکرات فشرده در ژنو ادامه یافت شرکت کنندگان در نهایت در ۱ اوت ۱۹۷۵ در هلسینکی با هم دیدار کردند تا توافق نهایی هلسینکی را امضا کنند. توافق نهایی هلسینکی موضوعات مختلفی را به چهار «سبد» تقسیم کرد. نخستین سبد شامل ۱۰ اصل برای مسائل سیاسی و نظامی، تمامیت ارضی، تعریف مرزها، حل مسالمت آمیز اختلافات و اجرای اقدامات اعتماد سازی میان مخالفان ارتش سبد دوم بر موضوعات اقتصادی مانند تجارت و همکاری علمی تمرکز داشت. سومین بار بر حقوق بشر، از جمله آزادی مهاجرت و احیای مجدد خانواده‌ها، توسط مرزهای بین‌المللی، مبادلات فرهنگی و آزادی مطبوعات تأکید شد. در نهایت، سبد چهارم جزئیات را برای جلسات پیگیری و مراحل پیاده‌سازی رسمی نمود. CSCE جلسات بیشتری در بلگراد در سال ۱۹۷۷–۷۸، مادرید در سال‌های ۱۹۸۰–۸۳ و وین در سال‌های ۱۹۸۶ تا ۸۹ برگزار کرد.